# Pies, który uratował święta
Pies, który uratował święta (ang. The Dog Who Saved Christmas) – amerykańska komedia z 2009 roku w reżyserii Michaela Feifera. Wyprodukowany przez Anchor Bay Entertainment. Rok później film doczekał się kontynuacji filmu Pies, który uratował ferie.
Premiera filmu miała miejsce w Stanach Zjednoczonych 29 listopada 2009 roku na kanale ABC Family. W Polsce premiera filmu odbyła się 8 grudnia 2013 roku na antenie Nickelodeon Polska.

## Fabuła
Film opisuje losy byłego psa policyjnego imieniem Zeus, który przechodzi na emeryturę po tym, jak nierozważnym szczeknięciem zrujnował wieloletnie śledztwo. Na szczęście Zeus zostaje szybko zaadoptowany przez George’a Bannistera jako prezent świąteczny dla dzieci i doskonały kandydat na stróża domu. Nie wszyscy członkowie rodziny są zachwyceni pomysłem. Gdy w Wigilię George wraz z rodziną wyjeżdża w odwiedziny do babci, dom zostaje pod opieką dzielnego Zeusa. Do mieszkania Bannisterów włamują się złodzieje, którzy upatrzyli sobie cały łup. Zeus musi zrobić wszystko, aby naprawić swoją reputację i zaskarbić sympatię całej rodziny.

## Obsada
- Dean Cain jako Ted Stein
- Elisa Donovan jako Belinda Bannister
- Mario Lopez jako Zeus (głos)
- Adrienne Barbeau jako kot damy
- Gary Valentine jako George Bannister
- Mindy Sterling jako babcia Bannister
- Sierra McCormick jako Kara Bannister
- Joey Diaz jako Stewey McMann

i inni

## Wersja polska
Wersja polska: na zlecenie Nickelodeon Polska – Start International Polska

Wystąpili:
- Dariusz Błażejewski – George Bannister
- Agnieszka Kunikowska – Belinda Bannister
- Janusz Zadura – pies Zeus
- Magdalena Wasylik – Kara Bannister
- Mateusz Narloch – Ben Bannister
- Grzegorz Kwiecień – Ted Stein
- Jakub Wieczorek – Stewey McMan
- Katarzyna Skolimowska – babcia Bannister
- Paweł Ciołkosz – Benny
- Bartosz Martyna –
  - dostawca jedzenia,
  - policjant #1
- Tomasz Borkowski – Franz
- Ewa Serwa
- Paweł Galia
- Zuzanna Galia
- Krzysztof Plewako-Szczerbiński
- Jan Kulczycki

i inni
Lektor: Paweł Galia